# Romeu Cambalhota
Romeu Evangelista, mais conhecido como Romeu Cambalhota (Esmeraldas, 27 de março de 1950) é um ex-futebolista brasileiro que atuava como atacante.
Ganhou o apelido de "Cambalhota" por suas comemorações de gols, dando um salto mortal.

## Carreira
Começou a carreira nas categorias de base do Clube Atlético Mineiro, onde começou no infanto-juvenil em 1968. Foi bicampeão juvenil em 1969/1970.
Em 1970, foi para o profissional e neste ano foi campeão do Campeonato Mineiro.
Em 1971, foi Campeão Brasileiro.
Em 1973, ficou amarelo por inteiro em razão de uma hepatite, o que provocou seu afastamento dos gramados.
Ficou no Galo até 1975, ano que teve o passe negociado com o Corinthians. Defendeu o clube em 267 jogos, com 43 gols marcados.
Fez parte do selecionado mineiro que representou o Brasil na Copa América de 1975. Ao todo, vestiu a camisa da Seleção Brasileira nove vezes.
Estreou no Corinthians em 4 de março de 1976, na derrota para o Vasco da Gama por 2 a 0, em partida amistosa.
No Parque São Jorge, ajudou o Timão a quebrar o jejum de títulos que durava desde 1954, quando venceu o Campeonato Paulista de 1977. Também venceu o Paulistão de 1979, e no ano seguinte trocou o clube pelo Palmeiras. Pelo Corinthians, fez 220 jogos e marcou 34 gols.
Esteve no Palmeiras entre 1980 e 1981.
Em 1980, foi defender o Milionários de Colômbia. No entanto, não conseguiu atuar em muitos jogos, foram apenas 11, com dois gols feitos.
Encerrou a carreira de jogar em 1983 jogando pelo Nacional-SP.

## Títulos
Atlético Mineiro
- Campeonato Mineiro: 1970

- Campeonato Brasileiro: 1971

- Taça Belo Horizonte: 1971 e 1972

- Taça Minas Gerais: 1975

Corinthians
- Campeonato Paulista: 1977 e 1979

- Taça Governador do Estado: 1977